# Lextorps distrikt
Lextorps distrikt är ett distrikt i Trollhättans kommun och Västra Götalands län. 
Distriktet ligger i södra delen av Trollhättan. 

## Tidigare administrativ tillhörighet
Distriktet inrättades 2016 och utgörs av en del av området Trollhättans stad omfattade till 1971 samt en del av Gärdhems socken.
Området motsvarar den omfattning Lextorps församling hade 1999/2000 och fick 1989 efter utbrytning ur Trollhättans församling.